# راه‌انداز گیت ماسفت

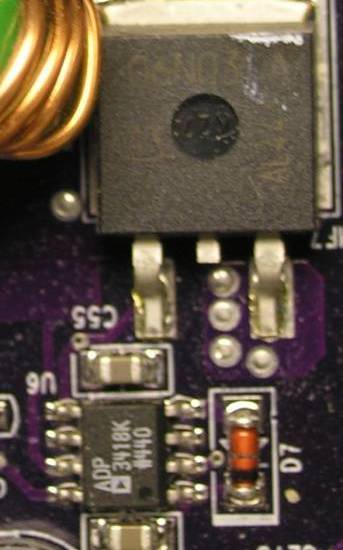
راه‌انداز گیت ماسفت ADP3418 روی برد مدار چاپی

راه‌انداز گیت ماسفت (به انگلیسی: MOSFET Gate Driver) یک مدار تخصصی است که برای راه‌اندازی گیت (راه‌انداز گیت) ماسفت‌های قدرت به‌طورموثر و کارآمد در کاربردهای کلیدزنی با سرعت-بالا استفاده می‌شود. افزودن راه‌اندازهای گیتِ ماسفت با سرعت-بالا آخرین مرحله درصورتی است که روشن کردن به‌منظور بالابردن کامل کانالِ هدایتِ فناوری ماسفت باشد.

## فناوری ماسفت
راه‌انداز گیت براساس همان اصل ترانزیستور ماسفت کار می‌کند. این یک جریان خروجی را فراهم می‌کند که توسط یک الکترود کنترلی برای نیم‌رسانا شارژ تهیه‌می‌کند. همچنین راه‌اندازی با آن ساده است و برای مصارف قدرت دارای ماهیت مقاومتی است.